# Districte de Quissanga
El Districte de Quissanga és un districte de Moçambic, situat a la província de Cabo Delgado. Té una superfície 2.150 kilòmetres quadrats. En 2015 comptava amb una població de 40.846 habitants. Limita al nord amb el districte de Macomia, a l'oest amb els districtes de Meluco i Ancuabe, al sud amb el districte de Metuge i a l'est amb l'oceà Índic, on s'hi troba el districte insular d'Ibo. Comprèn algunes illes de l'arxipèlag de les Quirimbas: Mefunvo (o M'funvo) i Quisiva.

## Divisió administrativa
El districte està dividit en tres postos administrativos (Bilibiza, Mahate i Quissanga), compostos per les següents localitats:
- Posto Administrativo de Bilibiza:
  - Bilibiza
  - Ntapuate, e
  - Tororo
- Posto Administrativo de Mahate:
  - Cagembe
  - Mahate, e
  - Namaluco
- Posto Administrativo de Quissanga:
  - Quissanga